# Lizzy McAlpine
Elizabeth Catherine McAlpine (ur. 21 września 1999 w Filadelfii) – amerykańska piosenkarka i autorka tekstów. Jej debiutancki album Give Me a Minute miał premierę w sierpniu 2020 roku podczas pandemii COVID-19 i zdobył duże uznanie krytyków.
Współpracowała m.in. z Finneasem O'Connellem, Tomem Rosenthalem, Thomasem Headonem, Jacobem Collierem, Niallem Horanem i Benem Kesslerem.

## Życiorys
Lizzy McAlpine dorastała razem z siostrą i rodzicami na przedmieściach Filadelfii – w Nerberth w Pensylwani. W szóstej klasie zaczęła tworzyć własne utwory. Uczęszczała do Lower Merion High School, gdzie współtworzyła grupę a capella i zajmowała się teatrem.
W 2018 roku przeprowadziła się do Bostonu i studiowała pisanie piosenek w Berklee College of Music. Jednak przed rozpoczęciem trzeciego roku zrezygnowała, by skupić się na karierze. W tym samym roku dołączyła do trasy koncertowej Dodie Clark. 20 marca 2018 wydała swoją pierwszą EP-kę Indygo. W 2019 roku wyjechała do Hiszpanii, gdzie pracowała nad swoim pierwszym albumem Give Me a Minute.
13 marca 2020 roku zmarł ojciec Lizzy. Miesiąc później ukazał się album Give Me a Minute, w którym zadedykowała dla niego ostatni, 13 utwór – Headstones and Land Mines. W tym samym miesiącu, gdy pandemia Covid-19 osiągała najwyższą fazę, piosenkarka rozpoczęła cykl występów online na Instagramie #BerkleeAtHome. W tym projekcie współpracowała m.in. z: Nolä, Cisco Swank oraz Liż Neon.
8 kwietnia 2022 roku wydała swój drugi album studyjny Five Seconds Flat.

## Kariera
9 lutego 2018 roku piosenkarka wydała pierwszą EP-kę Indygo. Jesienią 2019 roku po przeprowadzce za granicę rozpoczęła pracę nad pierwszym albumem Give Me a Minute, który został opublikowany w kwietniu 2020 roku. Album w krótkim czasie został odtworzony ponad milion razy w Spotify. Zdobył wielką popularność i uznanie wielu krytyków. BBC Media Center nazwało ją „wschodzącą wokalistką”.
W kwietniu 2021 roku opublikowała nową EP-kę When the World Stopped Moving: The Live EP, która zawierała 8 utworów. Późnym wieczorem 22 listopada zadebiutowała w telewizji wykonując jedną z piosenek z nowej EP Erase Me w programie Jimmy Kimmel Live!.
Lizzy McAlpine zyskała wielu zwolenników, gdy rozpoczęła działalność na TikToku oraz Instagramie. W kilku artykułach dzięki swojej popularności nadano jej tytuł ,,gwiazdy TikToka''. Konto piosenkarki polubiło prawie 15,4 milionów ludzi.
Swój drugi album studyjny Five Seconds Flat piosenkarka wydała 8 kwietnia 2022 roku. Wraz z premierą McAlpine wypuściła także film wyreżyserowany przez Gusa Blacka na podstawie albumu. Po debiucie album zajął 5 miejsce na liście Billboard Heatseekers oraz 9. miejsce na liście Alternative New Artist jako album i 19. miejsce na liście albumów nowych artystów. Jeden z utworów Ceilings osiągną 54. miejsce na liście Billboard Hot 100 z ponad 230 milionami odtworzeń. W marcu 2023 zaśpiewała piosenkę gościnnie w programie The Tonight Show Starring Jimmy Fallon. Natomiast 18 kwietnia w 2023 roku Niall Horan wykonał cover utworu podczas występu w BBC Radio 1 Live Lounge. W listopadzie uczestniczyła w NPR Music Concert Tiny Desk z zespołem Tiny Habits jako wokalistka wspierająca.
Po wydaniu albumu piosenkarka ogłosiła trasę koncertową w 2022 roku. Jej trasa rozpoczęła się w listopadzie 2023 roku i obejmowała 27 koncertów w kilku krajach w Europie oraz w Stanach.
McAlpine również została poproszona o napisanie utworu tytułowego do nowego dramatu Apple TV+ ,,Dear Edward", który swoją premierę miał 3 lutego 2023 roku.
27 października 2023 roku wydała duet You Could Start a Cult z piosenkarzem Niallem Horanem.
5 kwietnia 2024 roku zawitał jej najnowszy album Older

## Styl muzyczny
Styl muzyczny możemy określić jako: Folk-Popowy, Indie-Rock i mieszanką Jazzu, Popu i R&B. Twórczość artystki możemy porównać do stylu: Noah Kahan, Conan Gray, Olivia Rodrigo, Hozier lub Labrinth.

## Dyskografia
Albumy studyjne
| Tytuł             | Rok wydania          | Wytwórnia               | Utwory |
| ----------------- | -------------------- | ----------------------- | --- |
| Give Me a Minute  | 13 października 2020 | Harbour Artists & Music | - Give Me A Minute - Nothing / Sad N Stuff - Over-the-Ocean Call (Andrew) - I Knew - Where Do I Go? - To the Mountains - You, Love (Interlude) - Means Something - Same Boat - Pancakes for Dinner - How Do I Tell You? - Apple Pie - Headstones and Land Mines                                    |
| Five Seconds Flat | 8 kwietnia 2022      | AWAL                    | - Doomsday - An ego thing - Erase me (feat. Jacob Collier) - Called you again - All my ghosts - Reckless driving (feat. Ben Kessler) - Weird (feat.Laura Elliot) - Ceilings - What a shame - Firearm - Hate to be lame (feat. FINNEAS) - Nobody likes a secret - Chemtrails - Orange show speedway |
| Older             | 5 kwietnia 2024      | RCA                     | - The Elevator - Come Down Soon - Like It Tends To Do - Movie Star - All Falls Down - Staying - I Guess - Drunk, Running - Broken Glass - You Forced Me to - Older - Better Than This - March - Vortex                                                                                             |

EPki
| Tytuł                                      | Rok wydania      | Utwory |
| ------------------------------------------ | ---------------- | --- |
| Indygo                                     | 9 luty 2018      | - Indygo - I Know a Boy - New - Honeydew - Ocean Blue - Are You Okay? - Daisy - Roses and Riots                                                     |
| When the World Stopped Moving: The Live EP | 21 kwietnia 2021 | - In Agreement - Let light be light - ...What Are We? - I Don't Know You at All - Angelina - When the World Stopped Moving - Stupid - In What World |